# 東洋毛扁蝽
東洋毛扁蝽（学名：Daulocoris feanus）为扁蝽科毛扁蝽屬下的一个种。